# Programme d'Erlangen
Le programme d'Erlangen est un programme de recherche mathématique publié par le mathématicien allemand Felix Klein en 1872, dans son Étude comparée de différentes recherches récentes en géométrie. L'objectif est de comparer les différentes géométries apparues au cours du XIXe siècle pour en dégager les points de similitude : on peut ainsi plus clairement distinguer la géométrie affine, la géométrie projective, la géométrie euclidienne, la géométrie non euclidienne au travers d'une vision globale. La clef de voûte de ce programme est de fonder la géométrie sur les notions d'action de groupe et d'invariant. Ce programme apparut comme une remise en question de la géométrie et influa très fortement sur son développement et son évolution. Encore aujourd'hui sa philosophie influence de nombreux mathématiciens, ainsi que des programmes d'enseignement et de recherche.
La lecture de cet article nécessite une certaine familiarité avec les concepts et le vocabulaire des actions de groupes.

## Contexte historique et principes
Depuis l'écriture des Éléments d'Euclide (et même avant), la géométrie cherchait à rendre compte de l'espace environnant, à travers la formalisation et l'axiomatisation de la géométrie euclidienne en dimensions 2 ou 3. Le XIXe siècle a connu un épanouissement des mathématiques et en particulier de la géométrie. En réponse à la question de l'indépendance des axiomes d'Euclide, et aussi pour des raisons pratiques, de nouvelles géométries furent introduites, à l'instar  de la géométrie hyperbolique ou de la géométrie projective. À l'époque, on voyait ces géométries non pas comme une palette d'outils mais plutôt comme des modèles fondamentaux répondant à une collection d'axiomes desquels les résultats géométriques devaient se déduire. Cette vision de la géométrie, dite géométrie synthétique, se place dans une volonté de rigueur mathématique.

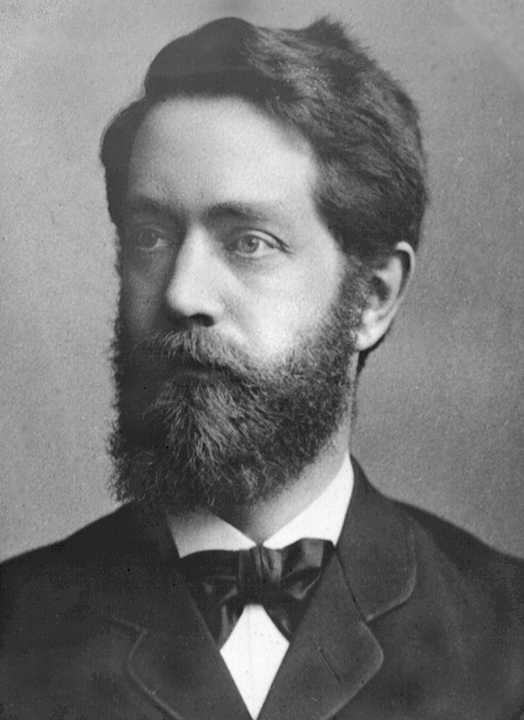
Felix Klein

En prenant possession de sa chaire à l'université d'Erlangen, Klein, alors âgé de vingt-trois ans, devait selon la tradition proposer un programme de travail. Le sien est une remise en question de cette vision traditionnelle. Son idée est d'appuyer la géométrie sur la théorie des groupes, et de placer le concept de symétrie (ou transformation) au centre de la géométrie.
La notion de groupe avait été introduite par Évariste Galois en 1831 pour étudier le problème de la résolubilité des équations polynomiales. C'est cette même notion que Klein emploie pour comprendre la géométrie, mais dans un tout autre contexte. Dans le programme d'Erlangen, une géométrie est décrite comme l'action d'un groupe G sur un ensemble X. Il s'agit moins d'une définition que d'une recherche d'esthétique. Dans ce contexte, on définit un objet géométrique par le lieu des points de X invariants par un sous-groupe isotropique de G. On peut aussi s'intéresser à une classe d'objets laissée invariante par l'action induite de G, qui forme alors un nouvel espace sur lequel opère G, et on cherche alors à classifier ces objets pour l'opération du groupe G. On peut aussi prendre un sous-groupe de G et comparer les deux géométries obtenues. 
Voici des exemples qui permettent d'illustrer ces principes tout en restant dans le cadre de la géométrie plane. On considère un plan euclidien X et trois groupes : le groupe affine de X, le groupe des isométries de X et le groupe des similitudes affines de X. Ces groupes opèrent transitivement sur X et définissent trois géométries.
- Dans un premier exemple, on s'intéresse aux couples de points distincts de X (ou aux segments de X). Le groupe affine et le groupe des similitudes opèrent transitivement sur l'ensemble de ces couples, et il n'y a alors pas lieu de les classifier pour ces groupes. Pour le groupe des isométries, ce qui permet de les classifier c'est la distance mutuelle des points du couple.
- Dans un deuxième exemple, on s'intéresse aux triangles de X. Le groupe affine opère transitivement sur l'ensemble des triangles, et il n'y a alors pas lieu de les classifier. Pour le groupe des similitudes affines, ce qui permet de classifier les triangles, ce sont les angles des triangles (cas de similitudes des triangles). Pour le groupe des isométries, ce qui permet de classifier les triangles, ce sont les longueurs des côtés (cas d'égalité des triangles).
- Le groupe affine de X opère transitivement sur l'ensemble des couples de droites sécantes. Pour le groupe des isométries (ou des similitudes affines), on peut opérer une classification à l'aide de l'angle de droites (c'est un nombre réel).

On peut aussi considérer les couples de droites parallèles de X, et alors le groupe affine et le groupe des similitudes affines opèrent transitivement sur cet ensemble et la distance entre les droites sert à les classifier pour le groupe des isométries. Du point de vue de la géométrie projective, si on prend le complété projectif P de X (c'est un plan projectif), alors les droites de X deviennent des droites de P, et alors les deux types de couples de droites de X se confondent dans X pour le groupe projectif de P, et ce groupe opère transitivement sur les couples de droites distinctes de P (deux droites de P sont nécessairement sécantes et il n'y donc pas de droites parallèles distinctes dans P).
- Les coniques propres de X se répartissent en trois orbites pour le groupe affine : les ellipses (cercles compris), les hyperboles et les paraboles. Pour le groupe des similitudes affines de X, ces coniques propres de X forment une classe d'objets invariants, classifiées par leur excentricité. Pour le groupe des isométries de X, l'« équation normalisée » permet la classification.

Du point de vue de la géométrie projective, si on prend le complété projectif P de X (c'est un plan projectif), alors le groupe projectif de P opère transitivement sur les coniques propres de P, alors que les traces sur X de ces coniques de P sont exactement les coniques propres de X : ainsi, en ajoutant une droite à l'infini de X, on ne peut plus distinguer les coniques de X.
En pratique, les groupes qui interviennent dans les géométries du XIXe siècle sont les groupes classiques, c'est-à-dire des sous-groupes des groupes linéaires {\displaystyle GL_{n}(\mathbb {R} )}, et de sous-groupes des groupes affines et des groupes projectifs qui leur sont associés. Ces groupes sont encore très utilisés en géométrie.
Le second mérite du programme d'Erlangen est de clarifier les particularités de chaque type de géométrie. Par exemple, la géométrie projective rend bien compte de l'alignement des sections coniques, mais non des cercles, des angles et des distances, car ces notions ne sont pas invariantes par les transformations projectives (il suffit de les imaginer en perspective pour le comprendre). Dans l'optique de ce programme, comprendre la liaison entre les différents types de géométrie revient alors à considérer des sous-groupes d'un groupe de symétries.
Selon Bourbaki, la géométrie classique serait morte en tant que champ de recherche, puisque, avec la clarté obtenue en classifiant les résultats des géométries d'un espace à l'aide des groupes dont il relève, et surtout depuis les progrès de la théorie des invariants, on peut obtenir de manière presque automatique et systématique les résultats de la géométrie classique. Il reste toutefois à trouver dans quel langage ces résultats seront les plus simples et élégants : « Dépassée en tant que science autonome et vivante, la géométrie classique s'est ainsi transfigurée en un langage universel de la mathématique contemporaine, d'une souplesse et d'une commodité incomparables. »

## Les différentes géométries à la lumière du programme d'Erlangen
Ce tableau donne la correspondance entre les principales géométries introduites au XIXe siècle et les actions de groupes :
| Géométrie   | Espace                                                     | Groupe | Invariants                    |
| ----------- | ---------------------------------------------------------- | --- | ----------------------------- |
| Affine      | Espace affine {\displaystyle \mathbb {R} ^{n}}             | {\displaystyle GA(\mathbb {R} ^{n})\simeq \mathbb {R} ^{n}\rtimes GL_{n}(\mathbb {R} )} groupe des isomorphismes affines de {\displaystyle \mathbb {R} ^{n}} | Sous-espaces affines          |
| Euclidienne | Espace euclidien {\displaystyle \mathbb {R} ^{n},g}        | {\displaystyle Isom(\mathbb {R} ^{n})=\mathbb {R} ^{n}\rtimes O_{n}(\mathbb {R} )} groupe des isométries affines de {\displaystyle \mathbb {R} ^{n}}         | Sous-espaces affines, sphères |
| Sphérique   | Sphère euclidienne {\displaystyle S^{n}}                   | {\displaystyle O_{n+1}(\mathbb {R} )} : groupe orthogonal | Grands cercles                |
| Projective  | Espaces projectifs réels {\displaystyle P_{n}\mathbb {R} } | {\displaystyle PGL_{n}(\mathbb {R} )} : groupe projectif | Sous-espace projectif         |
| Elliptique  | Espace projectif réel {\displaystyle P_{n}\mathbb {R} }    | {\displaystyle PO_{n+1}(\mathbb {R} )=O_{n+1}(\mathbb {R} )/(\mathbb {Z} /2\mathbb {Z} )} : groupe projectif orthogonal                                      | Sous-espaces projectifs       |

Une des idées fondamentales de Klein consiste à plonger les différentes géométries dans la géométrie projective : on fixe une figure d'un espace projectif et on dérive de cette figure, ou d'une figure qui lui est associée, le groupe des transformations projectives qui la laisse stable. On cherche alors des invariants et des quantités qui permettent de les classifier sous l'action du groupe. On obtient de cette façon les principales géométries classiques : la géométrie affine, la géométrie euclidienne, la géométrie sphérique la géométrie elliptique, la géométrie hyperbolique et la géométrie conforme. Puisque la géométrie projective peut être basée sur l'algèbre linéaire, toutes ces géométries admettent des modèles basés sur l'algèbre linéaire. De plus, l'algèbre linéaire est un outil théorique puissant pour l'étude de ces géométries.
On interprète ici les principales géométries comme sous-géométries de la géométrie projective (ou affine).
- La géométrie affine peut être obtenue à l'aide de la géométrie projective de la manière suivante : on prend un espace projectif P induit par un espace vectoriel réel E de dimension finie ({\displaystyle P_{n}R} par exemple)  et on fixe un hyperplan L de P ({\displaystyle P_{n-1}R} par exemple) et on prend le stabilisateur G de L pour le groupe projectif de P (qui induit par le groupe linéaire de E). Ensuite, le complémentaire de L dans P s'identifie à un espace affine réel de dimension n ({\displaystyle R^{n}} dans l'exemple) et le groupe de transformations induites sur cet espace affine est son groupe affine (le groupe affine de {\displaystyle R^{n}} dans l'exemple). En fait, on a fait l'opération inverse de la complétion projective d'un espace affine, qui consiste à plonger un espace affine dans un espace projectif et de plonger son groupe affine dans le groupe projectif. Ainsi, la géométrie affine est une sous-géométrie de la géométrie projective. Tout ceci fonctionne si on remplace le corps des nombres réels par le corps des nombres complexes (ou par un corps commutatif).
- On peut interpréter la géométrie euclidienne avec son groupe des similitudes en termes de géométrie projective (c'est plus abstrait). Il y a sur {\displaystyle P_{n-1}R} ce que l'on appelle une « quadrique imaginaire » : la norme au carrée de {\displaystyle R^{n}} définit un polynôme homogène réel de degré 2 de {\displaystyle R^{n}} et, en remplaçant les coordonnées réelles par des coordonnées complexes, on obtient un polynôme homogène complexe de degré 2 de {\displaystyle C^{n}} (même équation, mais en variables complexes). Les points de l'espace projectif complexe {\displaystyle P_{n-1}C} qui annulent ce polynôme est une quadrique projective de {\displaystyle P_{n-1}C} (une conique projective si n > 2 et deux points si n = 2). C'est la quadrique imaginaire de {\displaystyle P_{n-1}R}. On a vu dans l'exemple précédent de la géométrie affine, que le groupe affine de {\displaystyle R^{n}} s'identifie à un sous-groupe du groupe projectif de {\displaystyle P_{n}R}. Le groupe des similitudes affines de {\displaystyle R^{n}} est le sous-groupe du groupe projectif (ou du groupe affine) des transformations qui laissent stable la quadrique imaginaire (on remplace les coordonnées réelles par des coordonnées complexes, et tout ici a un sens). Ainsi la géométrie euclidienne semblable est une sous-géométrie de la géométrie projective.
- On peut donner une autre interprétation de la géométrie elliptique. Pour cela, on reprend la quadrique imaginaire de {\displaystyle P_{n}R} de l'exemple précédent (on augmente la dimension de 1). Alors le groupe projectif orthogonal de {\displaystyle P_{n}R} est le sous-groupe du groupe projectif de {\displaystyle P_{n}R} qui laisse stable la quadrique imaginaire. On dit que cette quadrique imaginaire est l'absolu de l'espace elliptique {\displaystyle P_{n}R}. On peut ainsi dire que l'hyperplan à l'infini d'un espace euclidien est un espace elliptique. La distance d'un espace elliptique peut s'exprimer à l'aide de la quadrique imaginaire et des birapports.
- La géométrie sphérique peut être obtenue de la géométrie affine de la manière suivante. On fixe la sphère unité S de {\displaystyle R^{n}}. Alors le groupe orthogonal est le groupe des transformations affines (ou linéaires) de {\displaystyle R^{n}} qui laissent stable S, et alors le groupe des isométries de S est le groupe des transformations de S induites par le groupe orthogonal.
- On peut interpréter la géométrie hyperbolique en termes de géométrie projective. On prend comme espace l'espace hyperbolique comme l'intérieur H d'une quadrique ovale Q d'un espace projectif réel P de dimension n (l'intérieur d'une conique projective d'un plan projectif réel, par exemple) et dont le groupe est le groupe de transformations de H obtenu par restriction à H des éléments du sous-groupe du groupe projectif de P qui laissent stable H (on obtient le groupe des isométries de l'espace hyperbolique H). On dit que la quadrique ovale Q est l'absolu de l'espace hyperbolique H. C'est le modèle projectif de Klein de la géométrie hyperbolique. On peut exprimer la distance d'un espace hyperbolique à l'aide de Q et des birapports.
- Il y a aussi la géométrie de Möbius (ou géométrie conforme). On part du même espace projectif P et de la même quadrique Q que dans le cas de la géométrie hyperbolique. On prend comme espace la quadrique ovale Q de P et on prend comme groupe le groupe des transformations de Q obtenue par restriction à Q des éléments du groupe projectif de P qui laissent stable Q.
- L'espace de la géométrie de Möbius avec son groupe est essentiellement équivalent (si n est supérieur à 3) à une sphère euclidienne avec comme groupe non pas son groupe des isométries (le groupe orthogonal vu plus haut), mais un groupe qui le contient strictement : c'est son groupe conforme (en), ou groupe des transformations de Möbius, c'est-à-dire des transformations de la sphère qui envoient les cercles sur des cercles (ou encore le groupe des difféomorphismes de cet sphère qui préservent les angles des courbes tracées sur cette sphère). Pour le voir, il suffit de voir que le complété projectif d'une sphère euclidienne est une quadrique ovale d'un espace projectif (il n'y a pas de points à l'infini à une sphère euclidienne).
- L'espace de la géométrie de Möbius avec son groupe est aussi essentiellement équivalent à l'espace obtenu en ajoutant un point à l'infini à un espace euclidien X (son compactifié d'Alexandrov) et en considérant le groupe de transformations engendré par les réflexions de X par rapport à des hyperplans affines de X et par les inversions de X par rapport à des sphères X. Pour le voir, il suffit de se ramener à une sphère euclidienne à l'aide d'une projection stéréographique. Alors, le stabilisateur du point à l'infini de X pour ce groupe induit sur X le groupe des similitudes affines de X, et on obtient alors la géométrie euclidienne semblable.

Pour inclure une plus grande classe d'objets, il est souhaitable d'étendre la définition d'invariants. Il peut être intéressant de porter l'étude sur des ensembles de parties globalement invariants par l'action induite du groupe. Ainsi les quadriques ovales (ou les coniques propres) forment un ensemble de parties d'un espace projectif réel (ou d'un plan projectif réel) invariant par le groupe projectif.
Il faut remarquer qu'à deux types de géométrie peuvent correspondre des groupes isomorphes, sans que les géométries soient équivalentes. Voici deux exemples.
- À la géométrie de la sphère orientée et à l'espace projectif est associé, en dimension paire le même groupe, à savoir {\displaystyle SO_{n+1}(R)}. Cependant ces géométries sont à rapprocher : on dit aujourd'hui que {\displaystyle S^{n}} est le revêtement universel de {\displaystyle P_{n}R}, revêtement à deux feuillets.
- De même, les groupes de la géométrie hyperbolique et de la géométrie conforme sont isomorphes (ils sont induits par le même sous-groupe du groupe projectif), mais les espaces ne sont pas isomorphes : un espace hyperbolique est homéomorphe à un espace affine euclidien (donc non compact), alors que l'espace de la géométrie conforme est homéomorphe à une sphère euclidienne (donc compact). Il y a toutefois un lien entre ces géométries : la géométrie conforme est l'absolu de la géométrie hyperbolique.

## Influence sur la géométrie moderne
L'impact du programme d'Erlangen dépasse complètement la vision de Felix Klein. Elle se retrouve dissimulée à travers chaque utilisation des groupes en géométrie. Évidemment, le programme d'Erlangen n'aurait pu correspondre aux nouvelles structures géométriques rencontrées au cours du XXe siècle : variété différentielle, variété algébrique… Mais une trace demeure présente.
- En géométrie différentielle, un espace homogène est une variété différentielle X sur laquelle agit transitivement un groupe de Lie. Les espaces homogènes jouent un rôle central, et plus particulièrement en géométrie riemannienne. La classification des espaces symétriques s'appuie sur la géométrie des espaces homogènes (parmi les espaces symétriques, on retrouve les espaces euclidiens, les sphères euclidiennes, les espaces elliptiques et les espaces hyperboliques).
- Le groupe fondamental d'un espace topologique X agit sur tout revêtement Y de X. Cette action est centrale dans la théorie des revêtements. Elle permet par exemple la classification des revêtements à isomorphisme près.
- Une variété différentielle est un espace topologique obtenu par recollement d'ouverts de Rn par des difféomorphismes, ce qui permet d'y faire du calcul différentiel. Mais on peut vouloir restreindre la donnée des recollements. En recollant des ouverts de Rn par des isométries affines (resp. applications symplectiques affines, resp. applications affines), on obtient exactement les variétés riemanniennes plates (resp. les variétés symplectiques, resp. les variétés munies d'une connexion de courbure nulle). En restreignant les groupes, on enrichit la structure géométrique. On obtient la théorie des pseudogroupes (en) de transformations.
- En considérant sur les espaces tangents d'une variété différentielle X de dimension n toutes les bases, on obtient un espace ce que l'on appelle le fibré des repères de X, et le groupe linéaire réel de degré n opère sur ce nouvel espace.  En enrichissant la variété X d'une structure vérifiant certaines propriétés (les G-structures (en), une métrique riemannienne par exemple), on considère les repères adaptés à cette structure (les repères orthonormaux, par exemple)  et alors le sous-groupe du groupe linéaire correspondant (le groupe orthogonal, dans cet exemple) opère sur ce nouvel espace de repères, de manière non transitive en général. Réciproquement, si on considère un sous-groupe de Lie du groupe linéaire (le groupe orthogonal par exemple), on peut déterminer les structures sur la variété qui admette ce groupe comme groupe structural (toutes les métriques riemanniennes dans cet exemple). C'est Élie Cartan qui a introduit ces concepts, et, avec la théorie des connexions, il a pu réconcilier le programme d'Erlangen avec la géométrie riemannienne de Bernhard Riemann.